# مدار ۲ درجه شمالی
مدار ۲ درجه شمالی، دایره‌ای از عرض جغرافیایی است که در ۲ درجهٔ شمالی خط استوا قرار دارد.

## گذر از مناطق
از نصف‌النهار مبدأ شروع می‌شود و به سمت مشرق ۲ درجه شمالی از موارد زیر گذر می‌کند:
| مختصات‌ها                                           | کشور، قلمرو یا دریا   | توضیحات                                                                               |
| -------------------------------------------------- | --------------------- | ------------------------------------------------------------------------------------- |
| ۲°۰′ شمالی ۰°۰′ شرقی / ۲٫۰۰۰°شمالی ۰٫۰۰۰°شرقی      | اقیانوس اطلس          | خلیج گینه                                                                             |
| ۲°۰′ شمالی ۹°۴۷′ شرقی / ۲٫۰۰۰°شمالی ۹٫۷۸۳°شرقی     | گینه استوایی          |                                                                                       |
| ۲°۰′ شمالی ۱۱°۲۰′ شرقی / ۲٫۰۰۰°شمالی ۱۱٫۳۳۳°شرقی   | گابن                  |                                                                                       |
| ۲°۰′ شمالی ۱۳°۱۴′ شرقی / ۲٫۰۰۰°شمالی ۱۳٫۲۳۳°شرقی   | جمهوری کنگو           |                                                                                       |
| ۲°۰′ شمالی ۱۵°۲′ شرقی / ۲٫۰۰۰°شمالی ۱۵٫۰۳۳°شرقی    | کامرون                | حدود 9 km                                                                             |
| ۲°۰′ شمالی ۱۵°۷′ شرقی / ۲٫۰۰۰°شمالی ۱۵٫۱۱۷°شرقی    | جمهوری کنگو           | حدود 17 km                                                                            |
| ۲°۰′ شمالی ۱۵°۱۶′ شرقی / ۲٫۰۰۰°شمالی ۱۵٫۲۶۷°شرقی   | کامرون                |                                                                                       |
| ۲°۰′ شمالی ۱۶°۳′ شرقی / ۲٫۰۰۰°شمالی ۱۶٫۰۵۰°شرقی    | جمهوری کنگو           |                                                                                       |
| ۲°۰′ شمالی ۱۸°۵′ شرقی / ۲٫۰۰۰°شمالی ۱۸٫۰۸۳°شرقی    | جمهوری دموکراتیک کنگو |                                                                                       |
| ۲°۰′ شمالی ۳۱°۳′ شرقی / ۲٫۰۰۰°شمالی ۳۱٫۰۵۰°شرقی    | دریاچه آلبرت (آفریقا) | The border with Uganda is در lake at ۲°۰′ شمالی ۳۱°۱۴′ شرقی / ۲٫۰۰۰°شمالی ۳۱٫۲۳۳°شرقی |
| ۲°۰′ شمالی ۳۱°۲۴′ شرقی / ۲٫۰۰۰°شمالی ۳۱٫۴۰۰°شرقی   | اوگاندا               |                                                                                       |
| ۲°۰′ شمالی ۳۴°۵۹′ شرقی / ۲٫۰۰۰°شمالی ۳۴٫۹۸۳°شرقی   | کنیا                  |                                                                                       |
| ۲°۰′ شمالی ۴۱°۰′ شرقی / ۲٫۰۰۰°شمالی ۴۱٫۰۰۰°شرقی    | سومالی                |                                                                                       |
| ۲°۰′ شمالی ۴۵°۱۷′ شرقی / ۲٫۰۰۰°شمالی ۴۵٫۲۸۳°شرقی   | اقیانوس هند           | گذرکردن از جنوب موگادیشو, سومالی                                                      |
| ۲°۰′ شمالی ۷۳°۲۱′ شرقی / ۲٫۰۰۰°شمالی ۷۳٫۳۵۰°شرقی   | مالدیو                | Laamu Atoll                                                                           |
| ۲°۰′ شمالی ۷۳°۳۳′ شرقی / ۲٫۰۰۰°شمالی ۷۳٫۵۵۰°شرقی   | اقیانوس هند           | گذرکردن از جنوب Banyak Islands, اندونزی                                               |
| ۲°۰′ شمالی ۹۸°۲۷′ شرقی / ۲٫۰۰۰°شمالی ۹۸٫۴۵۰°شرقی   | اندونزی               | جزیرهٔ سوماترا و Rupat                                                                 |
| ۲°۰′ شمالی ۱۰۱°۴۶′ شرقی / ۲٫۰۰۰°شمالی ۱۰۱٫۷۶۷°شرقی | تنگه مالاکا           |                                                                                       |
| ۲°۰′ شمالی ۱۰۲°۳۵′ شرقی / ۲٫۰۰۰°شمالی ۱۰۲٫۵۸۳°شرقی | مالزی                 | جوهور                                                                                 |
| ۲°۰′ شمالی ۱۰۴°۶′ شرقی / ۲٫۰۰۰°شمالی ۱۰۴٫۱۰۰°شرقی  | دریای جنوبی چین       |                                                                                       |
| ۲°۰′ شمالی ۱۰۹°۳۵′ شرقی / ۲٫۰۰۰°شمالی ۱۰۹٫۵۸۳°شرقی | اندونزی               | کالیمانتان, جزیرهٔ بورنئو - حدود 3 km                                                  |
| ۲°۰′ شمالی ۱۰۹°۳۷′ شرقی / ۲٫۰۰۰°شمالی ۱۰۹٫۶۱۷°شرقی | مالزی                 | ساراواک, جزیرهٔ بورنئو - حدود 3 km                                                     |
| ۲°۰′ شمالی ۱۰۹°۳۹′ شرقی / ۲٫۰۰۰°شمالی ۱۰۹٫۶۵۰°شرقی | دریای جنوبی چین       |                                                                                       |
| ۲°۰′ شمالی ۱۱۱°۱۰′ شرقی / ۲٫۰۰۰°شمالی ۱۱۱٫۱۶۷°شرقی | مالزی                 | ساراواک, جزیرهٔ بورنئو                                                                 |
| ۲°۰′ شمالی ۱۱۴°۵۲′ شرقی / ۲٫۰۰۰°شمالی ۱۱۴٫۸۶۷°شرقی | اندونزی               | کالیمانتان, جزیرهٔ بورنئو                                                              |
| ۲°۰′ شمالی ۱۱۷°۵۰′ شرقی / ۲٫۰۰۰°شمالی ۱۱۷٫۸۳۳°شرقی | دریای سلب             |                                                                                       |
| ۲°۰′ شمالی ۱۲۵°۱۷′ شرقی / ۲٫۰۰۰°شمالی ۱۲۵٫۲۸۳°شرقی | دریای ملوک            | گذرکردن از جنوب جزیرهٔ Biaro, اندونزی                                                  |
| ۲°۰′ شمالی ۱۲۷°۴۶′ شرقی / ۲٫۰۰۰°شمالی ۱۲۷٫۷۶۷°شرقی | اندونزی               | جزیرهٔ هالماهرا                                                                        |
| ۲°۰′ شمالی ۱۲۷°۵۷′ شرقی / ۲٫۰۰۰°شمالی ۱۲۷٫۹۵۰°شرقی | اقیانوس آرام          |                                                                                       |
| ۲°۰′ شمالی ۱۲۸°۱۶′ شرقی / ۲٫۰۰۰°شمالی ۱۲۸٫۲۶۷°شرقی | اندونزی               | جزیرهٔ Morotai - حدود 1 km                                                             |
| ۲°۰′ شمالی ۱۲۸°۱۷′ شرقی / ۲٫۰۰۰°شمالی ۱۲۸٫۲۸۳°شرقی | اقیانوس آرام          | گذرکردن از شمال آبایانگ atoll, کیریباتی                                               |
| ۲°۰′ شمالی ۱۷۳°۱۵′ شرقی / ۲٫۰۰۰°شمالی ۱۷۳٫۲۵۰°شرقی | کیریباتی              | ماراکی atoll                                                                          |
| ۲°۰′ شمالی ۱۷۳°۱۸′ شرقی / ۲٫۰۰۰°شمالی ۱۷۳٫۳۰۰°شرقی | اقیانوس آرام          |                                                                                       |
| ۲°۰′ شمالی ۱۵۷°۴۷′ غربی / ۲٫۰۰۰°شمالی ۱۵۷٫۷۸۳°غربی | کیریباتی              | کیریتیماتی atoll                                                                      |
| ۲°۰′ شمالی ۱۵۷°۴۰′ غربی / ۲٫۰۰۰°شمالی ۱۵۷٫۶۶۷°غربی | اقیانوس آرام          |                                                                                       |
| ۲°۰′ شمالی ۷۸°۳۹′ غربی / ۲٫۰۰۰°شمالی ۷۸٫۶۵۰°غربی   | کلمبیا                |                                                                                       |
| ۲°۰′ شمالی ۶۸°۱۳′ غربی / ۲٫۰۰۰°شمالی ۶۸٫۲۱۷°غربی   | برزیل                 | آمازوناس - حدود 3 km                                                                  |
| ۲°۰′ شمالی ۶۸°۱۱′ غربی / ۲٫۰۰۰°شمالی ۶۸٫۱۸۳°غربی   | کلمبیا                |                                                                                       |
| ۲°۰′ شمالی ۶۷°۳۹′ غربی / ۲٫۰۰۰°شمالی ۶۷٫۶۵۰°غربی   | برزیل                 | Amazonas                                                                              |
| ۲°۰′ شمالی ۶۷°۱۸′ غربی / ۲٫۰۰۰°شمالی ۶۷٫۳۰۰°غربی   | کلمبیا                |                                                                                       |
| ۲°۰′ شمالی ۶۷°۷′ غربی / ۲٫۰۰۰°شمالی ۶۷٫۱۱۷°غربی    | ونزوئلا               |                                                                                       |
| ۲°۰′ شمالی ۶۳°۴۶′ غربی / ۲٫۰۰۰°شمالی ۶۳٫۷۶۷°غربی   | برزیل                 | Amazonas رورایما                                                                      |
| ۲°۰′ شمالی ۵۹°۴۴′ غربی / ۲٫۰۰۰°شمالی ۵۹٫۷۳۳°غربی   | Disputed area         | Controlled by گویان، ادعا شده توسط ونزوئلا                                            |
| ۲°۰′ شمالی ۵۸°۲۸′ غربی / ۲٫۰۰۰°شمالی ۵۸٫۴۶۷°غربی   | گویان                 |                                                                                       |
| ۲°۰′ شمالی ۵۷°۵۵′ غربی / ۲٫۰۰۰°شمالی ۵۷٫۹۱۷°غربی   | Disputed area         | Controlled by گویان، ادعا شده توسط سورینام                                            |
| ۲°۰′ شمالی ۵۷°۹′ غربی / ۲٫۰۰۰°شمالی ۵۷٫۱۵۰°غربی    | برزیل                 | پارا - حدود 8 km                                                                      |
| ۲°۰′ شمالی ۵۷°۴′ غربی / ۲٫۰۰۰°شمالی ۵۷٫۰۶۷°غربی    | Disputed area         | Controlled by گویان، ادعا شده توسط سورینام                                            |
| ۲°۰′ شمالی ۵۶°۳۸′ غربی / ۲٫۰۰۰°شمالی ۵۶٫۶۳۳°غربی   | سورینام               |                                                                                       |
| ۲°۰′ شمالی ۵۵°۵۵′ غربی / ۲٫۰۰۰°شمالی ۵۵٫۹۱۷°غربی   | برزیل                 | Pará آماپا - سرزمین اصلی و the جزیرهٔ Maracá                                           |
| ۲°۰′ شمالی ۵۰°۱۷′ غربی / ۲٫۰۰۰°شمالی ۵۰٫۲۸۳°غربی   | اقیانوس اطلس          |                                                                                       |